# Västergötlands runinskrifter 35
Västergötlands runinskrifter 35 är en runsten belägen cirka 2 kilometer sydväst om Läckö slott, Otterstads socken i Lidköpings kommun. Stenens nuvarande plats stämmer överens med äldre uppgifter och det kan mycket väl vara dess ursprungliga plats. Stenen är en av de få runstenar som uppmärksammats av Carl von Linné under hans västgötaresa 1734.

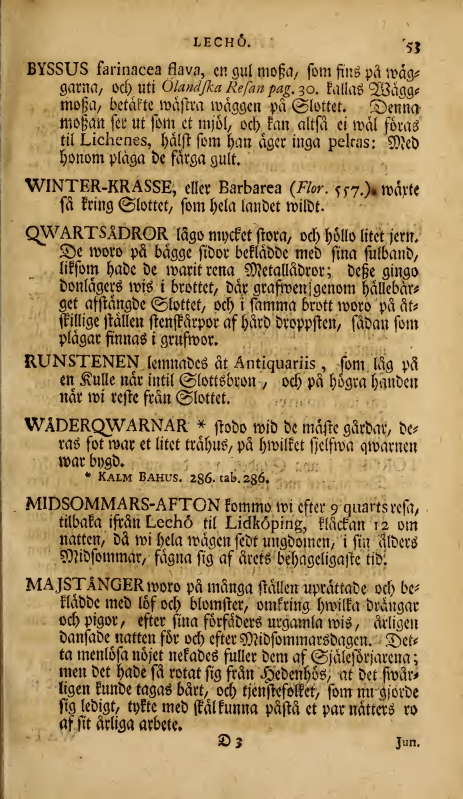
Runstenen uppmärksammas i Carl von Linnés Wästgöta-resa (1747), sid. 53

## Inskriften
Translitterering av runraden:
: tuliʀ : risþi : stin : þonsi : aft : þurkil : mag : si-
Normalisering till runsvenska:
Toliʀ ræisti stæin þannsi æftiʀ Þorkel, mag si[nn].
Översättning till nusvenska:
Tolir reste denna sten efter Torkel, sin frände.